# Icilio Federico Joni
Icilio Federico Joni (1866 Siena – 1946) byl italský malíř a falzifikátor, který se specializoval na padělání starožitných obrazů, zejména sienské školy. Byl známý také pod přezdívkou „PAICAP“.

## Život
Po svém narození byl opuštěn a zanechán v nemocnici Santa Maria della Scala v Sieně. Sám ve své knize Le memorie di un pittore di quadri antichi píše, že byl synem Federica Penny di Sassari, majora 53. pěšího pluku, který spáchal 3. září 1865 ve věku 26 let sebevraždu a matky Giulie Casini. Aby se rodina vyhnula skandálu, rozhodla se jej opustit: „ačkoli rodina byla srdečná, stal jsem se bastardem.“ Po 18 měsících byl jako dítě přivezen zpět do rodiny a bylo mu dáno jméno Federico.
Ještě jako chlapec začal navštěvovat pozlacovačskou dílnu, kde se naučil technikám, které později využil ve své profesi „malíře starých obrazů“. Vzhledem k Joniho schopnostem mu pozlacovač Angelo Franci poradil, aby navštěvoval uměleckou školu.
Znovuobjevení italských primitivních malířů 14.-15. století a následný rozvoj mezinárodního trhu se starožitnostmi stál u zrodu fenoménu výroby „starých obrazů“. Mezi italskými centry, která se mezi devatenáctým a dvacátým stoletím věnovala tvorbě „starověkých“ uměleckých předmětů, hrála Siena důležitou roli. Padělky určené pro početnou klientelu bohatých zahraničních sběratelů, zejména Američanů, byly někdy tak kvalitní, že jsou dodnes považována za autentická umělecká díla.
Vůdcem jakési „školy padělatelů“ byl právě Joni, „bastard“, jak si v Sieně říkali nalezenci z nemocnice Santa Maria della Scala, a který se proslavil reprodukcemi svých Madon ze starověké sienské školy. Joni ve stáří shromáždil a vydal vlastní biografii Le memorie di un pittore di quadri antichi (1932), která byla brzy na to přeložena do angličtiny a která přispěla k větší obezřetnosti u každé malby přicházející ze Sieny a kolující v těch letech na trhu starožitností, jelikož byla ve skutečnosti dílem dnes již slavného Joniho. Jeho jméno se stalo atributem každé staré temperové malby na podezřelém zlatém pozadí a nakonec se stalo synonymem pro padělek. A tak mu byly, často neoprávněně, nakonec připsány desítky pochybných apokryfních „fondi d'oro“. Kolem Federica Joniho se zformovalo a soustředilo mnoho restaurátorů a „malířů starožitných obrazů“: například Igino Gottardi, Gino Nelli, Arturo Rinaldi známý jako „Pinturicchio“, Bruno Marzi či Umberto Giunti.

## Dílo
Produkce Joniho sahala od knižních obálek, vlastního přepracování obrazu Biccherne z magistrátu města Siena až po triptychy vyrobené mezi koncem 19. století a začátkem 20. století, které se poté prodávaly v Evropě a Spojených státech. Jeden z jeho nejvýznamnějších obrazů, Madona s dítětem, Svatá Máří Magdalena a Svatý Šebestián, patří do období let 1910–1915 (z Neroccia di Bartolomeo de 'Landi ), zatímco díla, která navazují na styl největších malířů, jsou z následujících dvou desetiletí; kopíroval Duccia di Buoninsegna, Pietra Lorenzettiho, Sano di Pietro, Francesca di Giorgio Martini, Fra Angelica a malíře blízké Giovanni Bellinimu. Mezi těmito díly jsou:
- Polyptych Agnano, Cecco di Pietro, Pisa, palác Giuli Rosselmini Gualandi
- Madona s dítětem, Svatá Máří Magdalena a Svatý Šebestián, Neroccio di Bartolomeo de 'Landi
- Madonna s dítětem, Pietro Lorenzetti
- Madonna s dítětem, svatý Jeroným a svatý Bernardino, Neroccio di Bartolomeo de 'Landi
- Kamenování svatých Cosmy a Damiana, Sano di Pietro
- Madonna a dítě ve stylu blízkém Duccio di Buoninsegna ( Ugolino di Nerio)
- Kristus ve zbožnosti mezi truchlícími - styl blízký Andrei Mantegnovi (od Giovanniho Belliniho).

Zkratka, kterou díla podepisoval, PAICAP, je symbolem jeho činnosti: ve skutečnosti znamená Per Andare In Culo Al Prossimo. Tato věta doslova přeložená jako Do prdele s další osobou, volně přeložená třeba jako K čertu s nimi značí zneužití či využívání někoho jiného.

### Galerie

Panna s dítětem
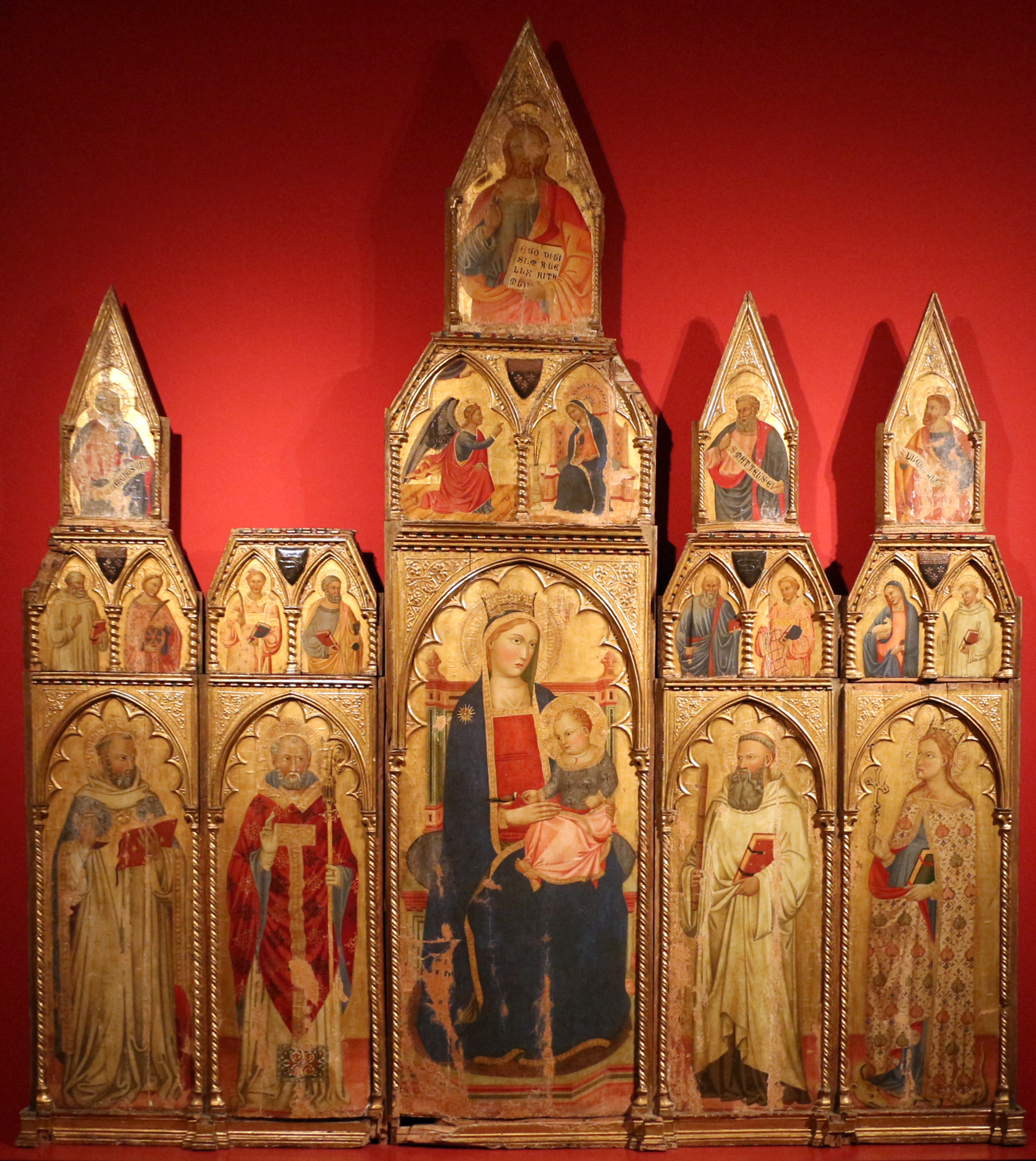
Polyptych
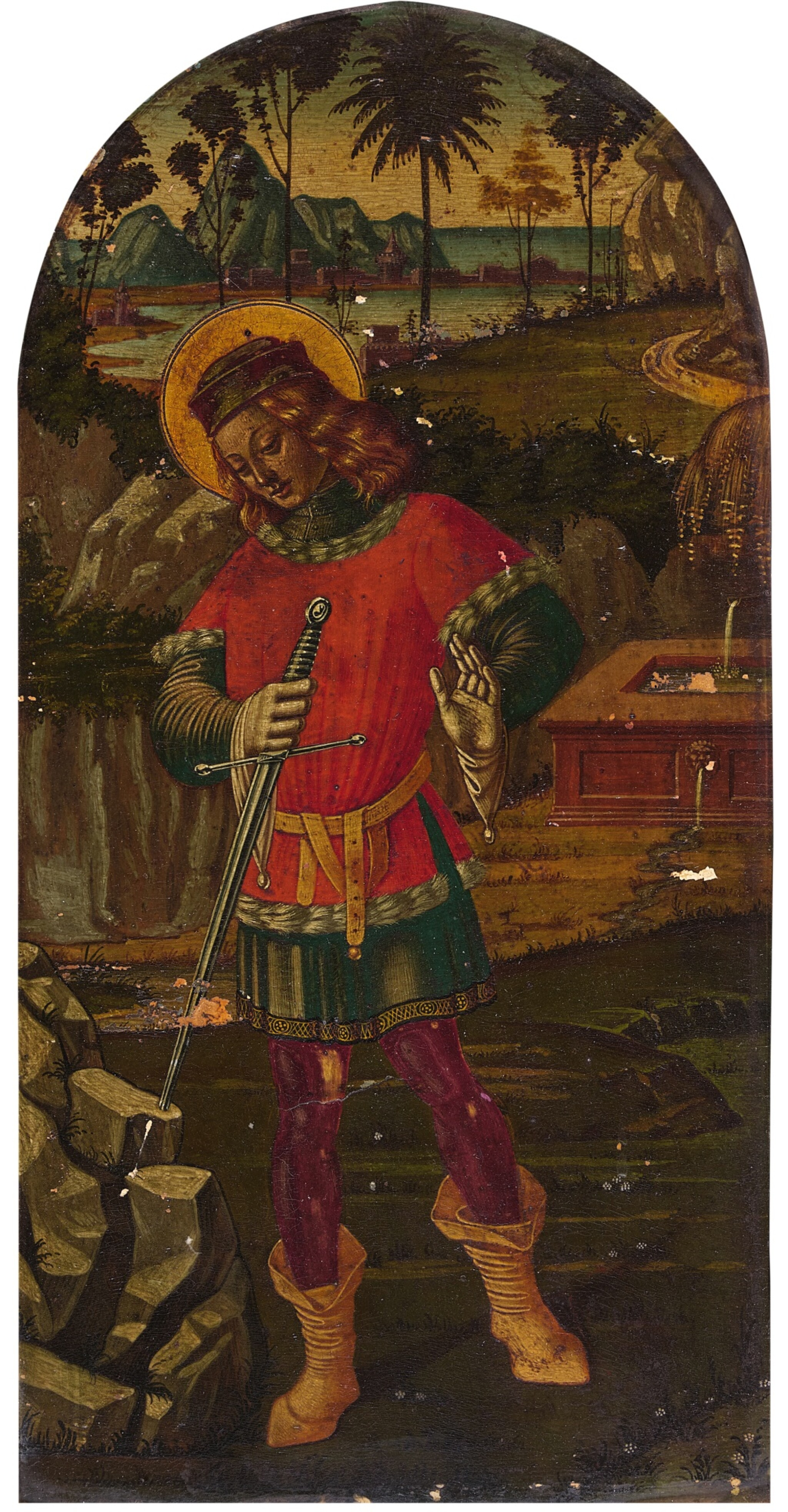
Svatý Galgano
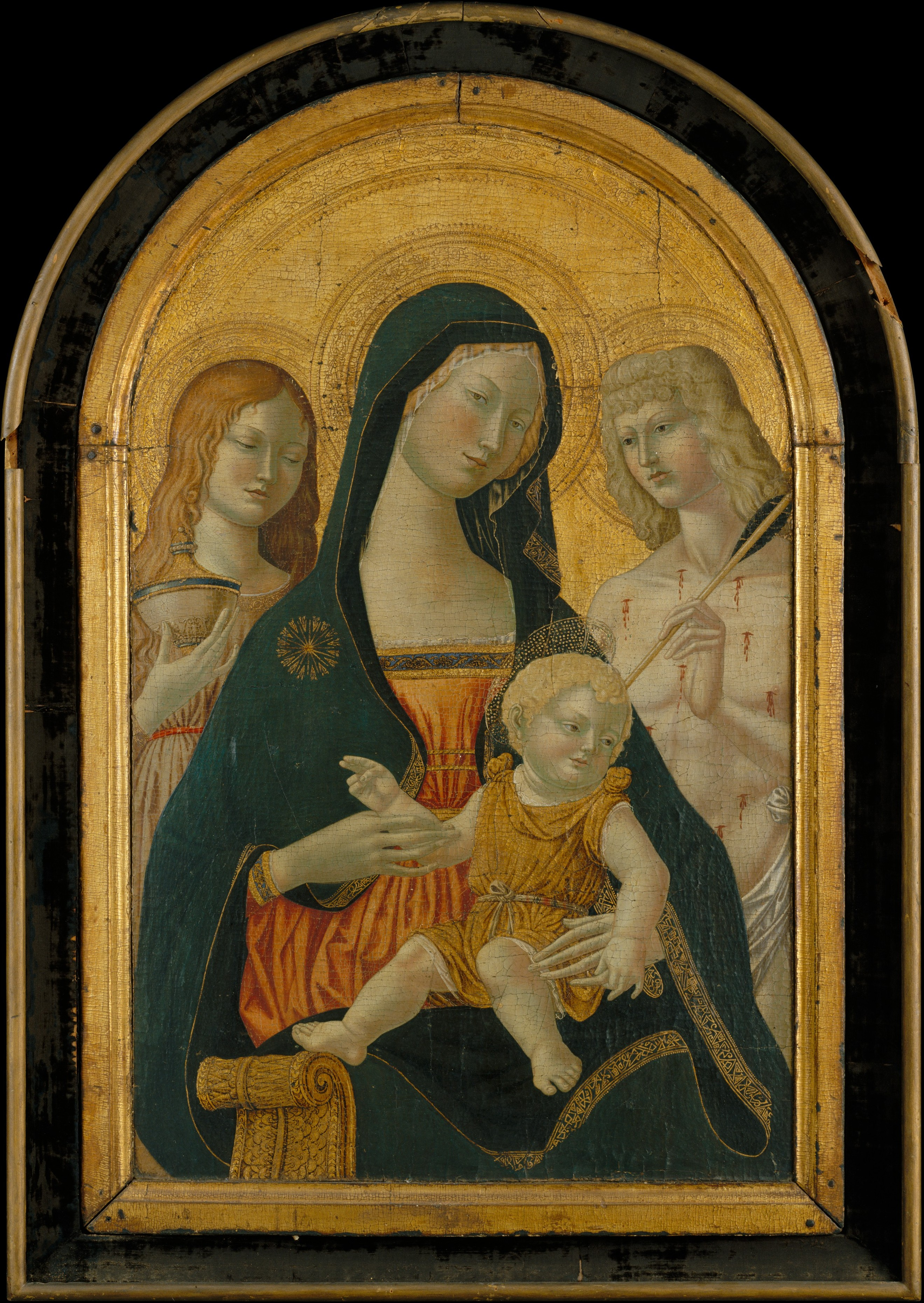
Madona s dítětem, s Máří Magdalénou a Šebestiánem
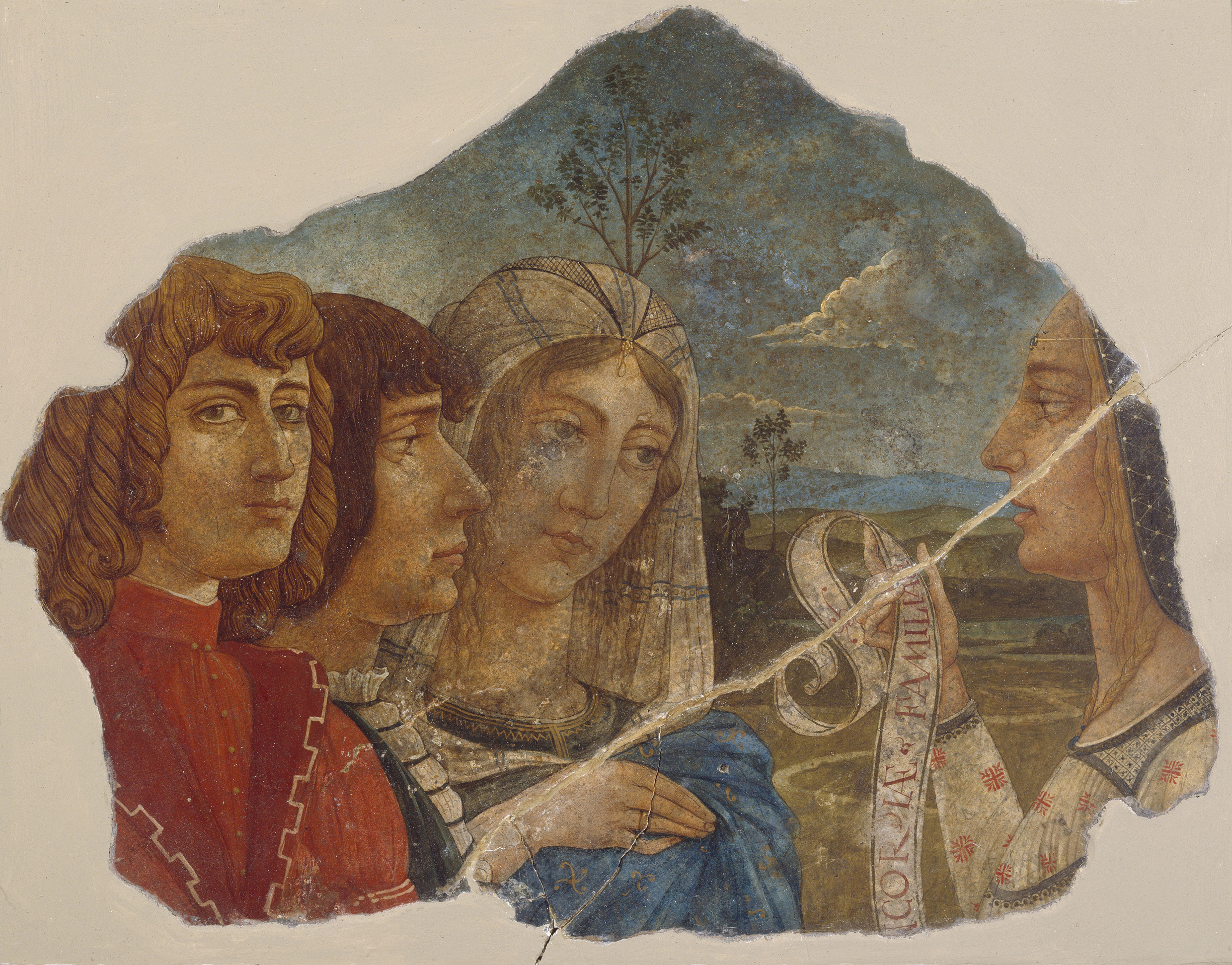
Fragment fresky